# 約翰遜角 (南喬治亞群島)
約翰遜角（英語：Johnson Point），是南極洲的海岬，位於南喬治亞群島，處於雅各布森灣，在1982年由英國南極名稱諮詢委員會命名，由英國海外領土管轄。